# Corallinales
Corallinales P.C. Silva & H.W. Johansen, 1986 , segundo o sistema de classificação de Hwan Su Yoon et al. (2006), é o nome botânico de uma ordem de algas vermelhas pluricelulares da classe Florideophyceae, subfilo Rhodophytina.

## Famílias
Família 1: Corallinaceae J.V. Lamouroux, 1812
Família 2: Hapalidiaceae J.E. Gray, 1864
Família 3: Sporolithaceae E. Verheij, 1993 
- Para a família Sporolithaceae foi criada uma nova ordem:

Sporolithales Le Gall, L., Payri, C.E., Bittner, C.E., & Saunders, G.W., 2009